# Arica Victims mot Boliden
Arica Victims mot Boliden är ett rättsfall där kommanditbolaget Arica Victims företräder 796 chilenska medborgare som skadats av det våtverkslam från Rönnskärsverken innehållande höga halter av arsenik som Boliden skeppat över till området Polygono i Arica, Chile, under 1984-1985. En fällande dom innebär att de målsägande får skadestånd på 100 000 kr var. Boliden vann målet både i tingsrätten samt hovrätten. Högsta domstolen har valt att inte ta upp fallet. Arica Victims ska därmed utbetala 3 702 609 kr (jämte ränta enligt 6§ räntelagen från dagen för hovrättens dom tills betalning sker) i rättegångskostnader för Boliden.